# Інжуватова Галина Дмитрівна
Інжуватова Галина Дмитрівна (28 лютого 1952) — радянська хокеїстка на траві.
Бронзова призерка Олімпійських Ігор 1980 року.